# 崂山区
崂山区是中国山东省青岛市的一个市辖区，青岛市中心城区。崂山区位于青岛市区东南部，三面濒临黄海，自北向西依次与即墨区、城阳区、李沧区、市北区与市南区相毗邻，海域面积3700平方公里。區人民政府駐金家嶺街道仙霞嶺路18號。
崂山区自隋代起归即墨县所管辖，直至1898年中德签订胶澳租借条约，今崂山区大部划归胶州湾租借地管辖。1961年崂山置县，1988年设崂山区。崂山风景区为中国国家森林公园，被誉为“海上名山第一”。自唐宋以来，崂山即为道教圣地，在明代达到鼎盛，素有“九宫八观七十二庵”之盛景。改革开放前，崂山区主要以农业和渔业为主要经济来源；现今的支柱产业主要是以金融业和旅游业为主的服务业。

## 政治

### 机构

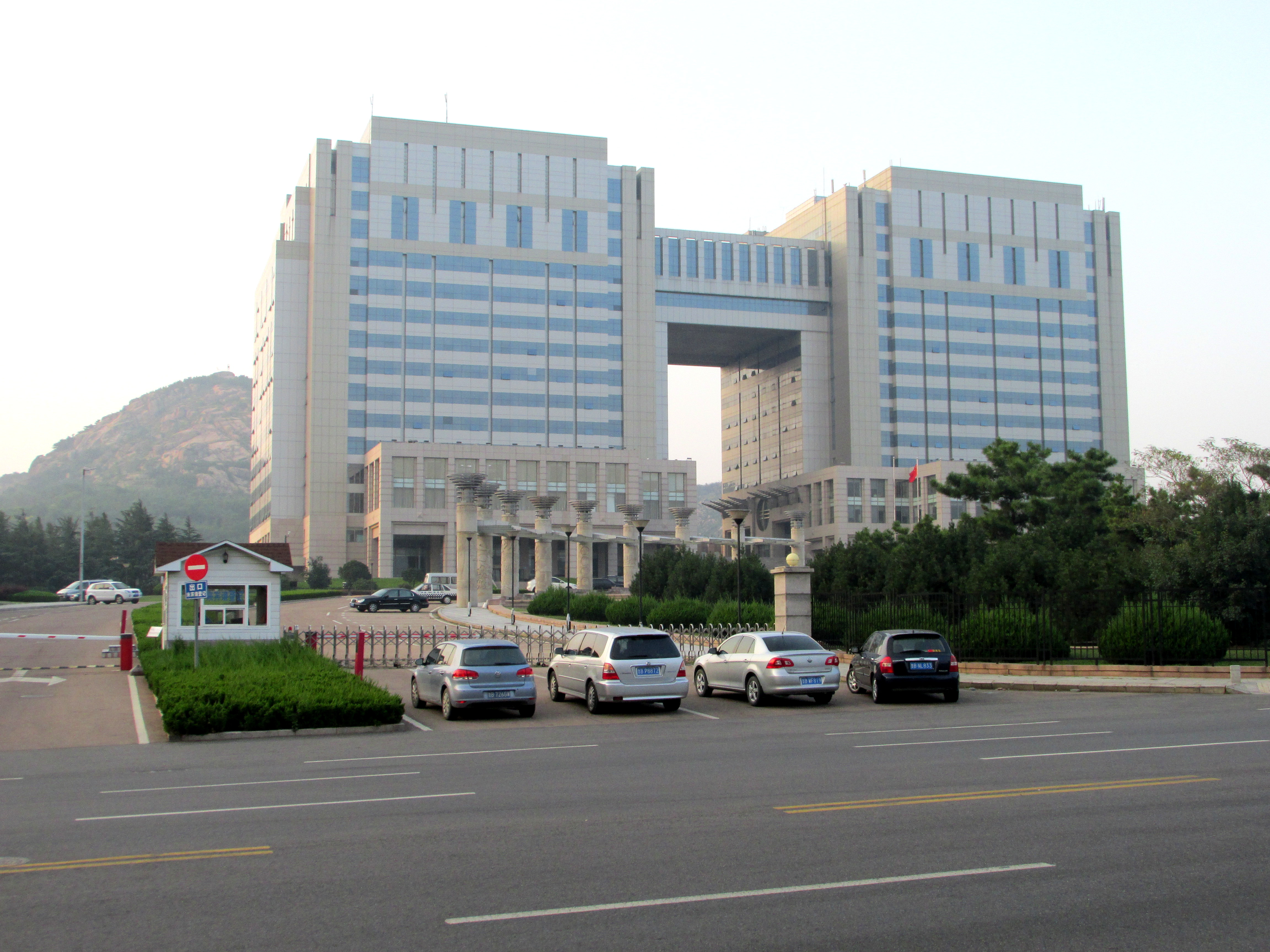
崂山区行政大厦

崂山区政治机构的领导集体为党委、人大、政府、政协和纪（监）委五套班子。

#### 党委
中国共产党在崂山建立组织的历史可追溯至1923年6月。当时由中共青岛支部联合干事会在浮山后村（今属市北区）建立了中共浮山后支部，这是中共在崂山建立的第一个党支部。今中共崂山区委员会的前身中国共产党崂山工作委员会（简称中共崂山工委）于1946年3月正式成立，后于1948年1月改组为即东县崂山区委，又在1949年5月重新成立中共崂山工委。中共建政后，于1951年将崂山工委与李村区委合并，成立中共青岛市崂山工作委员会，之后改称中共崂山郊区委员会。1961年10月，中共崂山县委成立，但在文革期间被造反派夺权，崂山县革命委员会成为中共在崂山的最高党政机关，直至1971年3月县委运作才得到恢复。1988年，中共崂山区委成立，并运作至今。
崂山郊区党委于1956年3月28日召开第一届代表大会第一次会议，最近一次召开的党代会是2022年2月召开的中国共产党崂山区第十三次代表大会。现任崂山区委书记为张元升，自2022年1月起就任。

#### 政府
在中共建政前，崂山地方政府机关最早可上溯到德租时期设置的“李村区警察署”，之后在日据时期设置“胶澳民政署李村分署”。北洋政府收回青岛后在今崂山地区设置“李村区署所”。在国民政府时期，现崂山境域内设置有李村区、崂东区和崂西区，每个区皆设区公所。1949年5月，中共在莱西南县（今属莱西市）成立“南海专署崂山行政办事处”（简称“崂山办事处”），并于同年6月进驻崂山，1953年改置为崂山郊区。1961年10月5日，崂山县人民政府成立。但在文革期间被崂山县革命委员会取代，直至1981年恢复。1988年，崂山区人民政府成立。现任区长为杨克敏，于2022年2月正式就任。
崂山区人民政府组成部门有政府办公室、发展和改革局、教育和体育局、科学技术局、工业和信息化局、民政局、司法局、财政局、人力资源和社会保障局、自然资源局、住房和城乡建设局、城市管理局、交通运输局、农业农村局、商务局、文化和旅游局、卫生健康局、退役军人事务局、应急管理局、审计局、行政审批服务局、市场监督管理局、综合行政执法局、统计局、医疗保障局、地方金融监督管理局和信访局。

### 现任领导
| 机构     | · 中国共产党 · 崂山区委员会 | 崂山区人民代表大会 常务委员会 | 崂山区人民政府    | · 中国人民政治协商会议 · 崂山区委员会 |
| 职务     | 书记                        | 主任                          | 区长              | 主席                                  |
| -------- | --------------------------- | ----------------------------- | ----------------- | ------------------------------------- |
| 姓名     | 张元升                      | 杨聚钧                        | 杨克敏            | 李鸿雁                                |
| 籍贯     |                             | 山东省威海市                  | 山东省平度市      | 山东省栖霞市                          |
| 出生日期 | 1967年7月（57歲）           | 1965年10月（59歲）            | 1972年6月（52歲） | 1967年7月（57歲）                     |
| 就任日期 | 2022年1月                   | 2022年2月                     | 2022年2月         | 2022年2月                             |

## 人口
根據第七次全国人口普查數據，截至2020年11月1日零時，嶗山區常住人口502370人。
2022年末，全区常住人口51.72万人。

## 行政区划
崂山区下辖金家岭、中韩、沙子口、王哥庄、北宅等5个街道办事处，截至2021年，崂山区设有98个社区和69个村。

## 教育
截至2022年底，崂山区境内共設有43所中小學，其中40所為公辦學校（含小學25所、初中9所、九年一貫制學校5所和特殊教育學校1所），3所為民辦學校（含小學1所和十二年一貫制學校2所），在校生共計3.7萬餘人。全区共有112座幼儿园，在园幼儿共1.5万余人。
高中方面，崂山区全区共有3所公办高中，1所公办中等职业学校以及3所民办高中。

## 旅游
崂山区有著名的国家旅游度假风景区——石老人、国家5A级风景区——崂山风景区、同时是传说崂山是中国道教的发源地之一。

## 经济
著名企业海尔集团总部座落在海尔路北端，国家级高科技工业园区，中国科学院青岛生物能源与过程研究所，国家海洋局第一海洋研究所。区政府大厦前轴线广场（地下部分）、海尔路两端、海尔路与辽阳西路交界处为青岛重要高档商圈之一。

## 友好合作关系城区（市）
- 首尔特别市瑞草區（1999年8月）
- 美国密苏里州哥伦比亚市 (2006年5月16日)
- 智利乌尔蒂马埃斯佩兰萨省（希望省）（2012年11月21日）